# Яшвили, Паоло Джибраэлович
Паоло Джибраэлович Яшвили (Иашвили, груз. პაოლო (პავლე) ჯიბრაილის ძე იაშვილი; 17 [29] июня 1895, Аргвети, Российская империя — 22 июля 1937, Тбилиси, СССР) — грузинский советский поэт и общественный деятель.

## Краткая биография
Паоло Джибраэлович Яшвили родился в селе Аргвети.
С 1 сентября 1900 года учился в Кутаисской классической гимназии. Там же учились видные представители будущей литературной группы «Голубые роги»: Валериан Гаприндашвили и Тициан Табидзе. И без того сильный национал-патриотический дух школьников классических гимназий был ещё более укреплён приближением революции 1905 года.
С 1911 года поэт продолжил учёбу в Анапе — частной гимназии. В 1913 году Паоло уехал в Париж и поступил в Художественный институт в Лувре.
Печататься начал ещё с 1911. В 1915 в Кутаисе им была организована литературная группа поэтов-символистов «Голубые роги», со следующего года стал выпускаться альманах «Голубой рог».
После установления Советской власти в Грузии поэзия Яшвили стала склоняться к реализму. В 1920-е гг. был издан сборник стихов «Новая Колхида» с пафосными произведениями в честь социализма («Инженерам поэзии», «Ленину», «Тбилиси», «Самгорским строителям»).

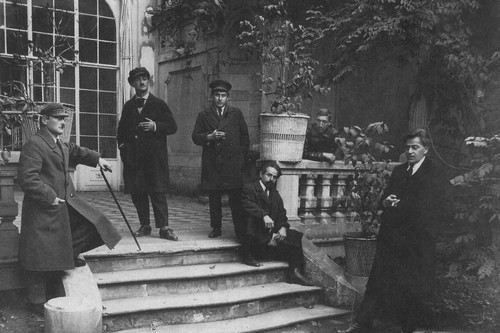
Во дворе Дома писателей. 1923 год. Слева-направо: Лео Киачели, Паоло Яшвили, Тициан Табидзе, Мосе Тоидзе, Варлам Рухадзе, Котэ Макашвили

На русском языке стихи П. Яшвили были изданы в переводе Б. Пастернака.
Кроме поэзии Паоло Яшвили был и общественным деятелем — в 1924 году Яшвили стал кандидатом в члены ЦИК Грузии, с 1934 — член Закавказского ЦИК.

### Гибель
В 1937 году был репрессирован и расстрелян близкий товарищ Яшвили Николоз Мицишвили, вскоре сам он в ожидании ареста покончил с собой. Власти заставляли его написать статью о Тициане Табидзе и объявить того врагом народа.
Паоло Яшвили застрелился во время погромного проработочного собрания в Доме писателей Грузии (улица Мачабели, 13), на повестке которого стоял вопрос «о политической бдительности». Он покончил с собой из оружия, которое ему подарил Табидзе (первоначально Тициан хотел сделать подарок С. Есенину).

## Награды
- орден Трудового Красного Знамени (22.03.1936)

## Память

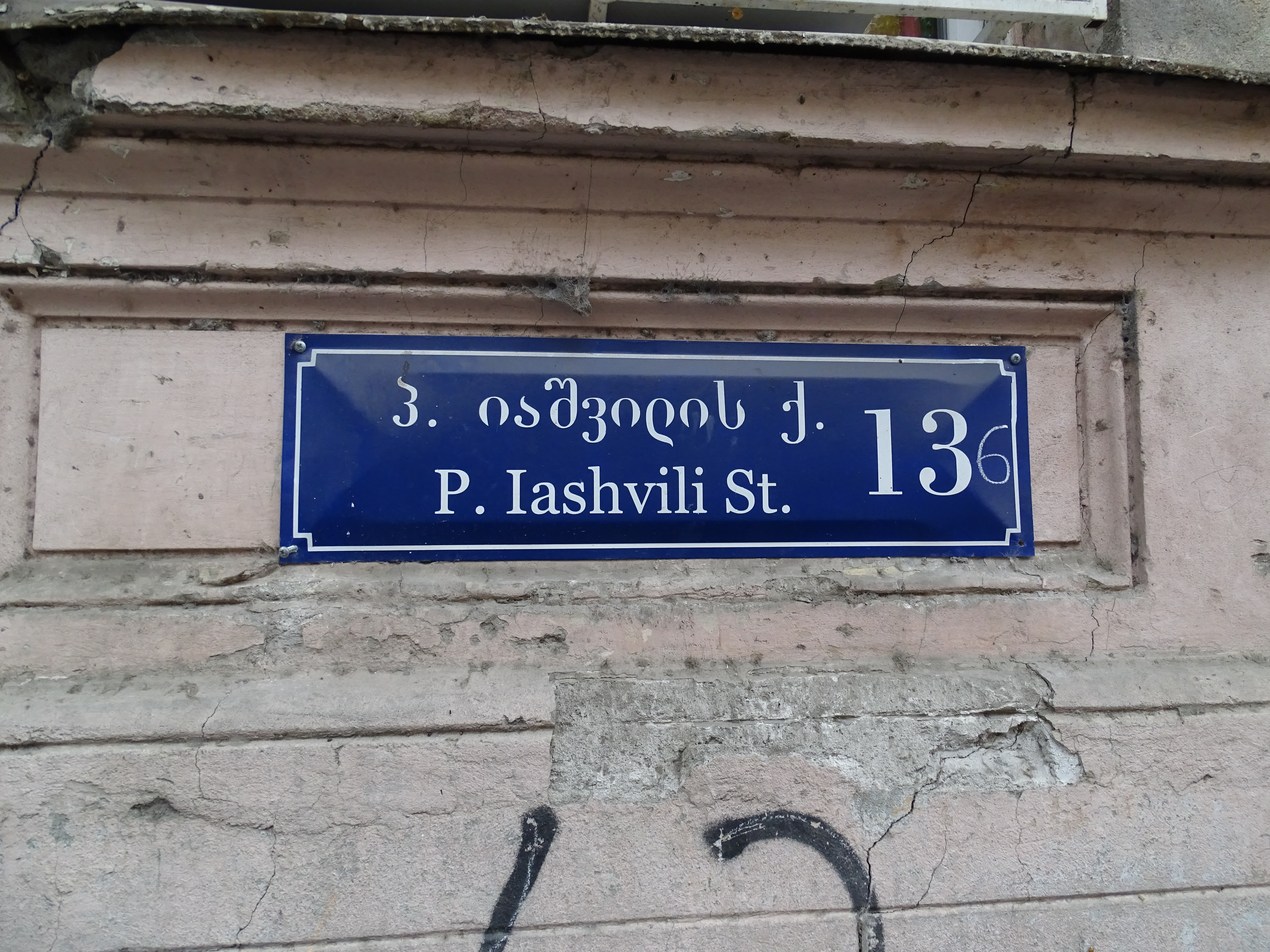
Улица Яшвили

Имя Паоло Яшвили носит улица в Тбилиси.
Также существует улица, носящая его имя, в Батуми.